# دافي ويلسون
دافي ويلسون (بالإنجليزية: Davie Wilson)‏ (10 يناير 1939 بغلاسكو في المملكة المتحدة - 14 يونيو 2022) هو مدرب كرة قدم ولاعب كرة قدم بريطاني في مركز الوسط. شارك مع منتخب اسكتلندا لكرة القدم. أما مع النوادي، فقد لعب مع دندي يونايتد ونادي دمبرتون ونادي رينجرز ونادي كيلمارنوك ورابطة كرة القدم الاسكتلندية الحادية عشر ‏.

## مسيرته الكروية
لعب دافي ويلسون خلال مسيرته الاحترافية مع 3 أندية في سبعة عشر موسمًا وسجل خلالها 118 هدف ضمن 392 مباراة. حيث فاز في خمسة مواسم بالكأس وفي خمسة مواسم بالدوري.
خاض دافي ويلسون مسيرته مع نادي رينجرز في موسم 1956–57 ليلعب معه أحد عشر موسمًا، مشاركًا في 227 مباراة سجل خلالها 98 هدفًا. ثم انتقل إلى نادي دندي يونايتد في موسم 1967–68 ليلعب معه خمسة مواسم، حيث شارك في 131 مباراة سجل خلالها 20 هدف. لينتقل بعدها إلى نادي دمبرتون في موسم 1972–73 لمدة موسم واحد، مشاركًا في 34 مباراة ولم يسجل أي هدف.

## وصلات خارجية
- دافي ويلسون على موقع الاتحاد الإسكتلندي (الإنجليزية)
- دافي ويلسون على موقع قاعدة بيانات كرة القدم.إي يو (الإنجليزية)
- دافي ويلسون على موقع ناشيونال فوتبول تيمز (الإنجليزية)
- دافي ويلسون على موقع عالم كرة القدم.نت (الإنجليزية)